# 呼尔门苏木
呼尔门苏木是蒙古國南戈壁省下辖的一个蘇木，位于蒙古国最南部，南與中國内蒙古阿拉善左旗接壤，政府驻地距省首府达兰扎德嘎德53.6千米。面积12390平方公里，到2011年时居民有1700多人。全縣多沙漠，地廣人稀。